# Królestwo minejskie

Królestwo minejskie na mapie południowej części Półwyspu Arabskiego

Królestwo minejskie lub Mina (wsp. arab. معين, Maʿīn) – starożytne państwo istniejące na Półwyspie Arabskim w VII-III wieku p.n.e. ze stolicą w Jasil i Karnawu. Około 115 r. p.n.e. zostało podbite przez Himjarytów. 
Informacje na temat Miny, które przetrwały do naszych czasów, są skąpe. Początkowo zależne od Królestwa Saby, państwo to odgrywało istotną rolę w śródziemnomorskim handlu przyprawami i pachnidłami pochodzącymi z Azji (zob. Jedwabny szlak). U szczytu swojego rozwoju posiadało liczne kolonie handlowe na obszarze Bliskiego Wschodu, m.in. w Syrii, a minejskie inskrypcje odnajdywane np. w Egipcie i Mezopotamii świadczą o rozległych ekonomicznych i kulturowych kontaktach. Ważnym miastem królestwa był Nadżran,  centrum pielgrzymkowe okresu dżahilijji konkurujące z przedislamską Mekką, które w późniejszych wiekach stanowiło istotny ośrodek chrześcijaństwa na Półwyspie Arabskim.
Królestwo powstało jako teokracja, stopniowo jednak funkcje króla i najwyższego kapłana zostały rozdzielone. Bóstwami czczonymi w Mani byli Wadd, Attar i Nakra. Minejczycy zostali wspomniana w Biblii w 1 Ks. Kronik 4:41 oraz 2 Ks. Kronik 26:7. 